# Estereocentro
Un estereocentro o centro estereogénico es cualquier punto, aunque no necesariamente un átomo, en una molécula que lleva grupos tales que el intercambio de dos grupos cualesquiera conduce a un estereoisómero. En química orgánica, este término suele referirse a un átomo de carbono, fósforo, o azufre, aunque es posible que otros átomos sean estereocentros en química orgánica e inorgánica.
Una molécula puede tener múltiples estereocentros, dándole varios estereoisómeros. En compuestos cuya estereoisomería es debida a centros estereogénicos tetraédricos, el número total de estereocentros posibles no excederá 2n, donde n es el número de estereocentros tetraédricos. Las moléculas con simetría frecuentemente tienen menor cantidad de estereoisómeros que el máximo posible.
El término estereocentro fue introducido en 1984 por Mislow y Siegel.
El término amplio "estereocentro" suele ser confundido con el más estrecho de "centro quiral". Es importante recordar que un compuesto como el 2-buteno tiene dos estereocentros formando dos estereoisómeros posibles (cis y trans 2-buteno), y sin embargo no es considerado un compuesto meso.

## Excepciones
El tener dos centros quirales puede conducir a un compuesto meso, que es aquiral. Ciertas configuraciones pueden no existir debido a razones estéricas. Los compuestos cíclicos con centros quirales pueden no exhibir quiralidad, debido a la presencia de un eje de rotación C2h. La quiralidad planar también puede proveer quiralidad sin la necesidad de un centro quiral real presente.

## Carbono quiral
Un carbono quiral es un átomo de carbono que es asimétrico. El tener un carbono quiral es, generalmente, un requisito para que una molécula posea quiralidad, aunque la presencia de un carbono quiral no hace que una molécula sea necesariamente quiral (ver compuesto meso). Un carbono quiral suele ser denotado por C*.
Para que un carbono sea quiral, debe seguir que:
- el átomo de carbono está hibridado en sp3
- hay cuatro grupos diferentes unidos al átomo de carbono

Casi cualquier otra configuración para el carbono produce un centro de simetría. Por ejemplo, una molécula con carbono hibridado en sp o sp2 sería plana, con un plano de simetría. Dos grupos idénticos producirán un plano de simetría que biseca a la molécula.
Las excepciones, debidas probablemente a la forma de quiralidad exhibida (quiralidad axial) apenas son mencionadas en discusiones ordinarias sobre estereoquímica, y forman dos grupos:
- Alenos, de la forma RR'C=C=CRR'
- Espiranos, que tienen anillos asimétricos, los que pueden ser idénticos.

## Otros centros quirales
La quiralidad no está limitada a los átomos de carbono, aunque los átomos de carbono suelen ser centros de quiralidad debido a su ubicuidad en la química orgánica.
Los átomos de nitrógeno y fósforo también son tetraédricos. La racemización por medio de una inversión de Walden puede estar restringida (como en los cationes amonio o fosfonio), o ser ralentizada. Esto permite la presencia de quiralidad.
Muchos átomos con geometrías tetraédrica u octaédrica pueden ser quirales debido a que tienen ligandos diferentes. Para el caso octaédrico, son posibles varias quiralidades. Al tener tres ligandos de dos tipos, los ligandos pueden estar alineados en el meridiano, produciendo el isómero mer, o formando una cara en el isómero fac (facial).